# 保守自由主義
保守自由主義（英語：Conservative liberalism）是自由主義的變體之一，結合古典自由主義價值、政策與保守主義立場，或更簡單地說，代表自由主義中的右派。

## 簡介
保守自由主義政黨結合了自由主義政策，而在社會、道德議題上較為傳統的立場。他們普遍是經濟自由主義的支持者，且常定義自身為法治政黨。
兩次世界大戰以前，從德國到義大利，多數歐洲國家的政治階級由保守自由主義者所主導。像是第一次世界大戰等1917年以後發生的事件將較激進的古典自由主義帶到較保守（溫和）的自由主義。
在歐洲，不要將保守自由主義與自由保守主義混淆，自由保守主義是在經濟、社會和道德議題上結合了保守主義觀點和自由主義政策的保守主義分支。保守自由主義政黨不同於自由保守主義政黨，因為相關的自由保守主義政黨在自由主義政策方面例如在經濟、社會、道德等議題上持有保守主義的觀點，但保守自由主義與自由保守主義的政黨皆被視為中間偏右。

## 各國的保守自由主義政黨

### 目前的保守自由主義政黨
- 中華民國：中國國民黨
- 安道爾：安道爾自由黨
- 奧地利：奧地利未來聯盟
- 比利時：自由意志、直接、民主（英语：Libertair, Direct, Democratisch）[2]、人民黨(比利時)（英语：People's Party (Belgium)）[2]
- 保加利亞：穩定與進步國家運動（英语：National Movement for Stability and Progress）
- 哥倫比亞：激進改變黨（英语：Radical Change）
- 克羅埃西亞：克羅埃西亞社會自由黨（英语：Croatian Social Liberal Party）[2]
- 捷克：公共事務黨[2]
- 丹麥：丹麥自由黨[1][2][3]
- 愛沙尼亞：愛沙尼亞改革黨[8]
- 法羅群島：聯盟黨[2]
- 希臘：重建希臘
- 格陵蘭：團結黨(格陵蘭)（英语：Atassut） [2]
- 冰島：自由民主黨[2]
- 摩爾多瓦：自由黨[9]
- 蒙古：公民意志黨
- 摩洛哥：人民運動(摩洛哥)（英语：Popular_Movement_(Morocco)）
- 荷蘭：自由民主人民黨[2][10][11][12][13][14][15][16]
- 秘魯：人民行動（英语：Popular Action (Peru)）、基督教人民黨（英语：Christian People's Party (Peru)）
- 波蘭：新右派大會（英语：Congress of the New Right）
- 斯洛伐克：自由與團結黨
- 斯洛維尼亞：公民名單[2]
- 西班牙：加泰隆尼亞歐洲民主黨
- 泰國：民主黨
- 烏拉圭：自由黨(烏拉圭)（英语：Liberal Party (Uruguay)）

### 有保守自由主義派系政黨
- 奧蘭群島：奧蘭溫和黨（Moderates of Åland）、奧蘭自由主義者黨（Liberals for Åland）
- 阿根廷：共和提議（Republican Proposal）
- 澳洲：自由黨、昆士蘭自由民族黨（Liberal National Party of Queensland）、國家自由黨
- 白俄羅斯：聯合公民黨（United Civic Party）
- 比利時：開放弗拉芒自由民主黨[3]、法語革新運動黨[3]、新弗拉芒人聯盟
- 巴西：民主黨
- 加拿大：保守黨、不列顛哥倫比亞自由黨、魁北克自由黨（Quebec Liberal Party）、薩克其萬黨（Saskatchewan Party）
- 智利：民族革新黨
- 丹麥：保守人民黨
- 法羅群島：人民黨
- 芬蘭：民族聯合黨、瑞典族人民黨
- 法國：人民運動聯盟－「改革者」與「自由右派」
- 德國：自由民主黨[3]
- 迦納：新愛國黨（New Patriotic Party）
- 希臘：新民主黨
- 格陵蘭：候選人協會（Association of Candidates）
- 瓜地馬拉：愛國黨（Patriotic Party）、改革運動（Reform Movement）
- 宏都拉斯：宏都拉斯自由黨
- 匈牙利：匈牙利民主論壇（Hungarian Democratic Forum）
- 冰島：獨立黨、進步黨
- 印度尼西亞：民主黨（Democratic Party）、印度尼西亞民主黨－鬥爭（Indonesian Democratic Party - Struggle）
- 愛爾蘭：愛爾蘭共和黨
- 義大利：自由人民黨、未來與自由黨（Future and Freedom）
- 日本：自民黨
- 黎巴嫩：自由國民黨
- 立陶宛：自由與中間聯盟[2]、自由運動
- 盧森堡：民主黨（Democratic Party）[3]
- 摩爾多瓦：摩爾多瓦自由民主黨
- 蒙古：民主黨
- 摩洛哥：憲法聯盟（Constitutional Union）、獨立人士國家聯盟（National Rally of Independents）
- 荷蘭：自由黨[2]、以荷蘭為傲（Proud of the Netherlands）
- 紐西蘭：國家黨
- 挪威：保守黨（Conservative Party）、進步黨（Progress Party）[2][17]
- 波蘭：公民綱領黨、波蘭優先黨
- 葡萄牙：社會民主黨
- 羅馬尼亞：民主自由黨（Democratic Liberal Party）、國家自由黨
- 俄羅斯：正義事業黨
- 塞爾維亞：G17 Plus
- 斯洛伐克：橋黨、斯洛伐克民主與基督教聯盟－民主黨
- 斯洛維尼亞：斯洛維尼亞自由民主黨（Liberal Democracy of Slovenia）、斯洛維尼亞民主黨、新斯洛維尼亞黨
- 西班牙：人民黨
- 瑞典：自由人民黨
- 瑞士：自由民主黨.自由黨（FDP.The Liberals）[3]
- 英國：保守黨
- 美國：共和黨
- 烏拉圭：科羅拉多黨（Colorado Party）